# Sterculia stigmarota
Sterculia stigmarota är en malvaväxtart som beskrevs av Jean Baptiste Louis Pierre. Sterculia stigmarota ingår i släktet Sterculia och familjen malvaväxter. Inga underarter finns listade i Catalogue of Life.